# خرشوف مكريسي
خرشوف مكريسي (الاسم العلمي: Cynara makrisii) هو نوع من النباتات يتبع جنس الخرشوف من الفصيلة النجمية. وهو أحدث نوع مكتشف في هذا الجنس. ينتشر بشكل أساسي في قبرص ومن ثم في كريت وليبيا.